# Anagyrus vochos
Anagyrus vochos är en stekelart som beskrevs av John S. Noyes och Hayat 1994. Anagyrus vochos ingår i släktet Anagyrus och familjen sköldlussteklar. Inga underarter finns listade i Catalogue of Life.